# Glauconycteris
Glauconycteris es un género de murciélagos africanos perteneciente a la familia de los Vespertilionidae. Este género fue descrito por George Edward Dobson en 1875 y agrupa varias especies distribuidas principalmente en las regiones tropicales de África. Los murciélagos de este género son conocidos comúnmente como "murciélagos vesper africanos" y presentan una gran variedad de patrones y colores en su pelaje, lo que les permite camuflarse en su entorno.

## Especies
El género Glauconycteris incluye las siguientes especies reconocidas:
- Glauconycteris alboguttata
- Glauconycteris argentata
- Glauconycteris atra
- Glauconycteris beatrix
- Glauconycteris curryae
- Glauconycteris egeria
- Glauconycteris gleni
- Glauconycteris humeralis
- Glauconycteris kenyacola
- Glauconycteris machadoi
- Glauconycteris poensis
- Glauconycteris variegata

## Distribución y Hábitat
Las especies del género Glauconycteris se encuentran distribuidas en diversas regiones de África subsahariana, principalmente en áreas boscosas tropicales y subtropicales, donde habitan los estratos superiores de los árboles y se refugian en huecos naturales. Algunas especies, como Glauconycteris variegata, prefieren áreas abiertas o bosques secundarios, mientras que otras, como Glauconycteris poensis, se encuentran en selvas densas.

## Características
Los murciélagos de Glauconycteris se caracterizan por su tamaño pequeño y su pelaje distintivo, que suele presentar patrones de manchas o rayas blancas y oscuras. Estos patrones de coloración pueden variar entre especies, ofreciendo una ventaja de camuflaje. Son principalmente insectívoros y utilizan la ecolocalización para capturar a sus presas durante el vuelo.